# Republic (1903)
RMS Republic — пароход «Уайт Стар Лайн». Первоначально строился под именем Columbus. 3атонул 26 января 1909 года через 48 часов после столкновения с лайнером SS «Florida».

## История
Лайнер был построен на верфи Харланд энд Вольф под именем Колумбус для «Доминион Лайн». Но после строительства был передан Уайт Стар Лайн и переименован в «Репаблик».

## Гибель
22 января «Репаблик» вышла в последний рейс из Нью-Йорка и направилась в Ливерпуль. 23 января, находясь у маяка Нантакет, «Репаблик» столкнулась с лайнером SS Florida. «Репаблик» получила обширные повреждения у кормы. У «Флориды» от столкновения сильно погнулась носовая часть. При столкновении на «Репаблике» погибло 2 человека. Лишь переборки смогли спасти лайнер, «Репаблик» продержалась на плаву 48 часов. При спасении участвовал другой лайнер Уайт Стар, Baltic, и RMS Lucania, лайнер Кунард Лайн.